# NGC 1475
NGC 1475 je galaksija u zviježđu Eridan.

## Vanjske poveznice
- SEDS: NGC 1475